# Uropterygius inornatus
Uropterygius inornatus és una espècie de peix de la família dels murènids i de l'ordre dels anguil·liformes.

## Morfologia
Els mascles poden assolir els 19 cm de longitud total.

## Distribució geogràfica
Es troba a les Illes Chagos, a les Illes Moluques, les Illes Marshall, Tonga, Pitcairn i les Hawaii.